# Acontia solaris
Acontia solaris är en fjärilsart som beskrevs av Ignaz Schiffermüller 1776. Acontia solaris ingår i släktet Acontia och familjen nattflyn. Inga underarter finns listade i Catalogue of Life.